# De ring van Ranjar
De ring van Ranjar is een  stripverhaal uit de reeks van Jerom, uitgegeven door de Standaard Uitgeverij in 1987.

## Locaties
Dit verhaal speelt zich af op de volgende locaties:
- Midden-Oosten, markt, hotel, woestijn, asteroïde, oase, Bagdad, paleis van de sultan, kamp, hut van Kazan,

## Personages
In dit verhaal spelen de volgende personages mee:
- Jerom, Dolly, Astrotol, verkopers, kamelenruiters, bende van Bhang-Maak-Her, koopman, wachters, Achmed-Achoem (tovenaar van Bagdad), prinses Ismalda, kalief, sultan, vizier, Youssef en zijn mannen, Kazan, Kaschnur (geest uit de fles),

## Het verhaal
De kinderen zijn weg in de vakantie en Jerom en Dolly zijn in het Midden-Oosten. Op de markt kopen ze souvenirs, waaronder een kistje. 's Nachts ontdekt Dolly in het hotel dat er een ring in het kistje verborgen is. De ring wordt gestolen en Jerom en Dolly gaan terug naar de winkel. Ze horen dat de eigenaar verdwenen is. Ze besluiten Astrotol om raad te vragen en vliegen met de tijmtrotter over de woestijn. Ze worden gevolgd door een helikopter en Jerom geeft gas en verdwijnt spoorloos. De tijmtrotter bereikt de astroïde van Astrotol en vertellen hem over de ring. Astrotol pakt een boek over de ring van Ranjar, een machtig vizier. Met deze ring kon hij macht uitoefenen over de sultan. Ranjar was verliefd op Ismalda, de dochter van de sultan. Zij was niet verliefd op Ranjar, maar besloot met de vizier te trouwen om te voorkomen dat haar vader verbannen werd. Na het huwelijk brak Ranjar zijn belofte en nam de macht over.
Na enige tijd ontdekte Ismalda de kracht van de ring en Ranjar verstopte deze in een kistje. Jerom en Dolly reizen met de tijmtrotter naar het verleden en komen bij een oase. Ze willen naar Bagdad, maar Jerom moet eerst de bende van Bhang-Maak-Her verslaan. Jerom en Dolly trekken oosterse kleding aan en gaan naar het paleis van de sultan. Ze verslaan de wachters en ontmoeten de tovenaar van Bagdad. Jerom ziet hoe Ismalda wordt ontvoerd op een vliegend tapijt. De tovenaar is bang voor de reactie van Ranjar en besluit Jerom en Dolly te helpen. Hij geeft ze een vliegend tapijt en Jerom en Dolly ontdekken een kamp. Jerom ontdekt dat dat de ontvoerders goede bedoelingen hebben, de leider is Youssef en Ismalda houdt van hem. Ze vragen of Jerom hen wil helpen om de vizier te verslaan. Inmiddels ontdekt de vizier dat Ismalda is verdwenen en er vreemdelingen in zijn paleis zijn geweest. 
Ranjar rijdt met zijn witte paard naar de hut van Kazan en hij wil de geest uit de fles raadplegen. De geest vliegt onzichtbaar naar het kamp en Jerom vertelt dat de geest de prinses mag meenemen als hij een taak volbrengt. Jerom zet een fles op de grond en wil dat de geest bewijst dat hij de machtigste geest is. De geest moet in de fles en zodra hij dit doet, sluit Jerom de fles met een stop. Nu de geest niet teruggekeerd is, besluit Ranjar met twee van zijn mannen op vliegende tapijten zelf op zoek te gaan naar Ismalda. De sultan hoort van de tovenaar dat zijn dochter verdwenen is en heeft hoop als hij ontdekt dat Youssef hierachter zit. Ranjar komt bij het kamp en zijn mannen worden door de geest verslagen. Ranjar ontsnapt op een vliegend tapijt en hij kan Jerom verslaan door middel van de ring. De geest heeft rust nodig en Jerom gaat met de tijmtrotter naar Astrotol. 
Astrotol en Jerom komen bij Youssef en horen dat Ismalda en Dolly ontvoerd zijn door Ranjar. Ze gaan allen op een vliegend tapijt naar het paleis en Jerom en Astrotol dringen binnen. Ze verslaan de mannen van Ranjar en Astrotol kan met een knolletje ook Ranjar verslaan. Youssef krijgt de ring en de sultan verwelkomt hem en zijn dochter. Hij wil dat Youssef en Ismalda later over het rijk regeren. Ranjar wordt met een vliegend tapijt naar verre oorden gestuurd. De volgende dag is er een groot feest. Daarna nemen de vrienden afscheid en vliegen met de tijmtrotter terug naar huis. Ze zien Kaschur nog slapen in de woestijn en vertellen de geest wat er is gebeurd. Het land kan weer in vrede leven en de geest schiet als een pijl weg over de woestijn. 
Astrotol wordt op zijn asteroïde afgezet en Jerom en Dolly keren terug naar het Midden-Oosten om op zoek te gaan naar de ring van Ranjar. Ze ontdekken dat het winkeltje weer geopend is. De verkoper vertelt dat hij de ring bij iemand moest bezorgen en Dolly krijgt een andere ring van de verkoper. Jerom en Dolly weten dat ze er nooit achter zullen komen wat er nu precies is gebeurd, maar vonden het wel een mooi avontuur.